# ویلکینسون سوورد

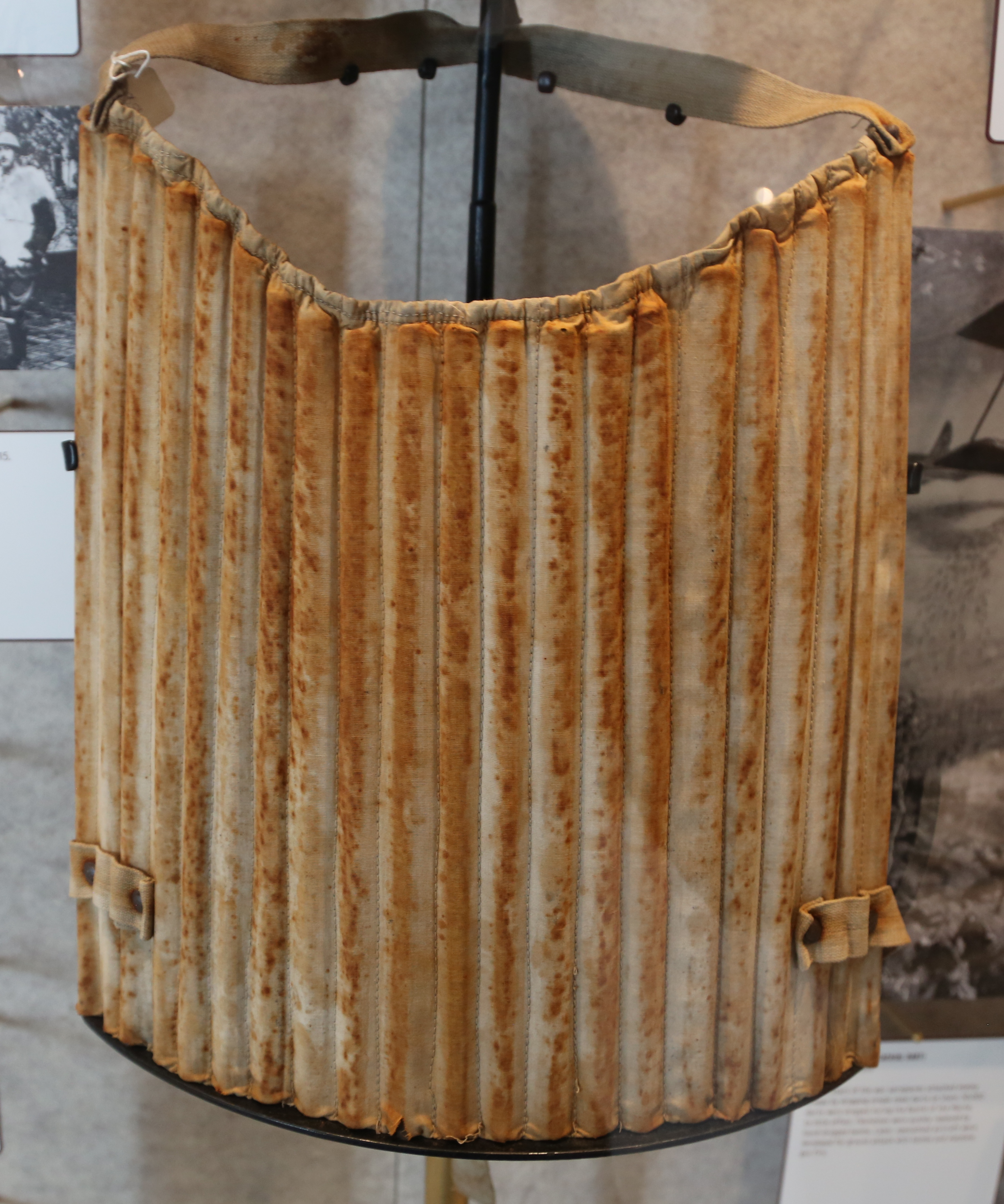
«زره حفاظتی بدن» محصولی از شرکت ویلکینسون سوورد که در جنگ‌جهانی اول مورد استفاده قرار می‌گرفت

ویلکینسون سوورد (انگلیسی: Wilkinson Sword) شرکت مراقبت‌های شخصی بریتانیایی است، که در سال ۱۷۷۲ تأسیس شد.